# Le Grand-Celland
Le Grand-Celland é uma comuna francesa na região administrativa da Normandia, no departamento Mancha. Estende-se por uma área de 12,56 km². Em 2010 a comuna tinha 605 habitantes (densidade: 48,2 hab./km²).